# Artem Pryma
Artem Andriyovitch Pryma (en ukrainien : Артем Андрійович Прима), né le 30 mai 1987 à Tchernihiv (URSS), est un biathlète ukrainien. Il remporte notamment quatre titres de champion d'Europe durant sa carrière.

## Carrière
Actif dans les compétitions internationales junior depuis 2006, il obtient deux médailles de bronze aux Championnats du monde de la catégorie en 2007 et 2008 en relais.
Artem Pryma fait ses débuts en Coupe du monde lors de la saison 2009-2010 à Ruhpolding, où il est très proche de marquer des points avec sa 41e place. En 2011, il remporte son premier titre aux Championnats d'Europe sur l'individuel, puis marque ses premiers points en Coupe du monde à Oslo, terminant quinzième du sprint. En 2014, il connait son premier top 10 en Coupe du monde, avec une cinquième place obtenue à Oberhof, puis participe aux Jeux olympiques de Sotchi, où il se classe 32e du sprint, 44e de la poursuite, 81e de l'individuel, 9e du relais et 7e du relais mixte.
Aux Championnats du monde de biathlon d'été en 2015, il décroche deux médailles d'argent sur le sprint et la poursuite.
Aux Jeux olympiques d'hiver de 2018, il se classe 40e du sprint, 38e de la poursuite, 46e de l'individuel, 9e du relais et 7e du relais mixte. Il obtient ensuite son premier podium en relais mixte en Coupe du monde à Kontiolahti.
Il établit son meilleur classement général final en Coupe du monde lors de la saison 2019-2020, où il termine au 23e rang.
En 2021, à Duszniki-Zdrój, il gagne son deuxième titre individuel aux Championnats d'Europe, en remportant la poursuite. Deux semaines plus tard, aux Championnats du monde à Pokljuka, il signe ses deux premiers top dix dans des rendez-vous majeurs, avec une huitième place sur la poursuite et la neuvième position sur l'individuel.
Il est le frère de Roman Pryma, aussi biathlète.

## Palmarès

### Jeux olympiques
| Épreuve / Édition                | Individuel | Sprint | Poursuite | Départ en masse | Relais | Relais mixte |
| Jeux olympiques 2014 Sotchi      | 81e        | 32e    | 44e       | —               | 9e     | 7e           |
| Jeux olympiques 2018 Pyeongchang | 46e        | 40e    | 38e       | —               | 9e     | 7e           |
| Jeux olympiques 2022 Pékin       | 37e        | 15e    | 18e       | 28e             | 9e     | 13e          |

### Championnats du monde
| Mondiaux \ Épreuve        | Individuel | Sprint | Poursuite | Départ en masse | Relais | Relais mixte | Relais mixte simple              |
| 2011 Khanty-Mansiïsk      | 25e        | —      | —         | —               | —      | —            | Épreuve inexistante à cette date |
| 2012 Ruhpolding           | 24e        | 35e    | 44e       | —               | 8e     | —            | Épreuve inexistante à cette date |
| 2013 Nové Město na Moravě | 47e        | 41e    | 36e       | —               | DSQ    | —            | Épreuve inexistante à cette date |
| 2015 Kontiolahti          | 34e        | 62e    | —         | —               | 9e     | —            | Épreuve inexistante à cette date |
| 2016 Holmenkollen         | —          | 22e    | 32e       | —               | —      | —            | Épreuve inexistante à cette date |
| 2017 Hochfilzen           | —          | —      | —         | —               | 6e     | —            | Épreuve inexistante à cette date |
| 2019 Östersund            | —          | —      | —         | —               | 12e    | 7e           | —                                |
| 2020 Antholz-Anterselva   | 36e        | 25e    | 24e       | 20e             | 12e    | 5e           | —                                |
| 2021 Pokljuka             | 9e         | 20e    | 8e        | 21e             | 5e     | 4e           | 4e                               |

Légende :

— : Artem Pryma n'a pas participé à cette épreuve

DSQ : disqualifié

### Coupe du monde
- Meilleur classement général : 23e en 2020.
- Meilleur résultat individuel : 5e.
- 2 podiums en relais : 2 deuxièmes places.

#### Classements en coupe du monde
| Saison    | Classement général final | Individuel | Sprint | Poursuite | Mass Start |
| 2009-2010 | nc                       |            | nc     |           |            |
| 2010-2011 | 74e                      | 54e        | 70e    | nc        |            |
| 2011-2012 | 46e                      | 36e        | 39e    | 79e       | 46e        |
| 2012-2013 | 58e                      | 51e        | 58e    | 66e       |            |
| 2013-2014 | 53e                      | nc         | 46e    | 71e       | 41e        |
| 2014-2015 | 52e                      | 55e        | 49e    | 51e       |            |
| 2015-2016 | 42e                      | 43e        | 42e    | 44e       | 37e        |
| 2016-2017 | 37e                      | nc         | 38e    | 28e       |            |
| 2017-2018 | 45e                      | 21e        | 55e    | 41e       |            |
| 2018-2019 | 35e                      | 49e        | 34e    | 36e       | 33e        |
| 2019-2020 | 23e                      | 32e        | 25e    | 18e       | 25e        |
| 2020-2021 | 33e                      | 18e        | 38e    | 32e       | 38e        |

### Championnats d'Europe
- 1 médaille d'or en 2011 sur l'individuel.
- 1 médaille d'or en 2018 sur le relais mixte.
- 1 médaille d'or en 2020 sur le relais mixte.
- 1 médaille d'or en 2021 sur la poursuite.
- 2 médailles d'argent en 2012 sur le sprint et l'individuel.
- 1 médaille d'argent en 2015 sur le relais.
- 1 médaille de bronze en 2013 sur le sprint.
- 1 médaille de bronze en 2021 sur le relais mixte.

### Championnats du monde de biathlon d'été
- Médaille d'argent du sprint et de la poursuite en 2015.
- Médaille de bronze de la poursuite en 2018.

### Championnats du monde junior
- Médaille de bronze du relais en 2007 et 2008.

### Championnats d'Europe junior
- Médaille de bronze du relais en 2007 et 2008.

### Universiades
- 3 médailles d'or en 2011 sur le sprint, mass start et relais mixte.
- 1 médaille d'argent en 2011 sur la poursuite.

### IBU Cup
- 1 podium.